# 雷加富
雷加富（1949年—），满族，中华人民共和国政治人物、第十一届全国政协委员。
加入中国共产党，担任国务院三峡工程建设委员会办公室主任。2008年，当选第十一届全国政协委员，代表农业界，分入第三十九组。并担任提案委员会专委。